# Степанов, Василий Васильевич
Василий Васильевич Степанов (1676 — 4 января 1739) — русский дипломат, тайный советник канцелярии в Коллегии иностранных дел (01.11.1721), секретарь Верховного тайного совета (08.02.1727). Один из составителей «Гистории Свейской войны».

## Биография
Родился в московской семье подьячего Поместного приказа. Зачислен в штат подьячих Посольского приказа 23 июля 1695 года, хотя служил там и ранее. Образование получил в Славяно-греко-латинской академии (сентябрь 1697 — май 1698).
В качестве письмоводителя сопровождал Петра I во многих военных кампаниях, включая Прутский и Персидский походы, а также в последней поездке по Западной Европе (1716—1717). Переименован 12 апреля 1707 года из «старых подъячих» в секретари: «и в его великого государя приключающихся делех и письмах, где надлежит, приписывать тем чином». Первый в России носитель этого звания. В документах 1709 года фигурирует как «секретарь государственных посольских дел».
В декабре 1712 года направлен с князем Ю. Ю. Трубецким с дипломатическим поручением в Польшу, где пробыл до апреля 1713 года. В конце 1710-х годов разработал проект штата Коллегии иностранных дел. Советник канцелярии (03.01.1717), действительный статский советник (24.11.1725), тайный советник (14.05.1727). В 1723 году подписал мирный договор с Персией.
После учреждения Верховного тайного совета ведал его канцелярией. При Анне Иоанновне вновь переведён в дипломатическое ведомство. В 1737 году переписывал петербургских жителей на Васильевском острове.

## Семья
Вторая жена — Мавра Афанасьевна Соловьёва (1698—1771), дочь барона А. А. Соловьёва. В большом маскараде 1723 г. была одета в «шкармуцкое платье», тогда как её муж — в польское. Через две недели после смерти Степанова её мать Степанида Ильинична за ложный донос на покойного была приговорена к наказанию кошками и сослана в один из монастырей Сибири. Овдовев, Марфа Степанова получила в наследство сельцо Алексино Костромского уезда и деревню Порохово Ямбургского уезда. В 1740 г. вышла замуж за князя Сергея Ивановича Барятинского; в этом браке родились сыновья Иван и Фёдор. В 3-м браке была за Петром Фёдоровичем Бутурлиным. Похоронена в Александро-Невской лавре.